# سباستيان مونتيسينوس
سباستيان مونتيسينوس (بالإسبانية: Sebastián Montesinos)‏ هو لاعب كرة قدم تشيلي في مركز الدفاع، ولد في 12 مارس 1986 في سانتياغو في تشيلي. لعب مع إيفرتون دي فينا ديل مار وكوريكو يونيدو.

## وصلات خارجية
- سباستيان مونتيسينوس على موقع قاعدة بيانات كرة القدم.إي يو (الإنجليزية)
- سباستيان مونتيسينوس على موقع Soccerway.com (الإنجليزية)
- سباستيان مونتيسينوس على موقع AS.com (الإسبانية)